# Bedingung - Kein Anhang!
Bedingung - Kein Anhang! è un cortometraggio muto del 1914 diretto da Stellan Rye.

## Produzione
Il film fu prodotto dall Deutsche Bioscop GmbH e venne girato nei Bioscop-Atelier di Neubabelsberg, a Potsdam

## Distribuzione
Conosciuto anche con il titolo Bitte - Ohne Ahhang!, uscì nelle sale cinematografiche tedesche il 17 marzo 1914.
Non si conoscono copie ancora esistenti della pellicola e il film viene considerato presumibilmente perduto.